# 中国3D打印文化博物馆
中国3D打印文化博物馆位于上海市宝山区蕰川路8号智慧湾科创园区内，是中国首家以3D打印为主题的博物馆。

## 场馆介绍
博物馆所在地的前身是上海第三毛纺织厂的仓库用地。博物馆共六层，建筑面积5000平方米，收藏了近千件3D打印技术在各行业应用成果，内有常设展厅、主题展厅、3D打印材料图书馆等多个功能区。

## 参观信息
- 开放时间：周二至周日 9:30 - 16:00 （16:00停止售票）；周一闭馆，如遇法定节假日博物馆将照常开放。
- 公共交通：轨道交通1号线呼兰路站。